# 指出毬亚
指出毬亚（日语：／ Sashide Maria，1998年9月20日—）是日本女性声优，出身于埼玉县，隶属于WITH LINE。

## 人物

### 经历
- 小时候在喜欢动画的母亲的影响下开始观看动画，并在这个时候萌生了做声优的意志。[1]
- 2015年，还在上高中的指出毬亚成功通过了“Chenkuro Character Voice Audition”的最终考验，并通过A&G Academy（日语：A&Gアカデミー）在2016年4月进入目前所属的事务所。[1]
- 2021年3月19日，正式從大學畢業。

### 简介
- 身高163cm，血型为AB型。
- 「ちゅんるん」這個綽號由是媽媽取的，因為覺得麻圓的臉圓圓的就像一隻麻雀，一開始被叫ちゅんちゅん(麻雀的叫聲)，之後就變化成現在的ちゅんるん了。
- 有位姊姊，也有個姐姐專屬的綽號「うみちゃん」。
- 家裡養了5+1隻貓，名字分別為「キキ」、「ジジ」、「トトロ 」、「パズー」、「ハウル」、「ハク」，其中「キキ」因為扁平上皮癌的關係，提早到天堂當天使了。
- 最初想當舞台劇演員，身旁的朋友與媽媽都認為麻圓的聲音「與眾不同」，就決定試著往聲優的方向去走。
- 喜歡貓科動物的程度到如果自己死掉想被老虎吃掉的驚人想法。
- 爬蟲類動物也不畏懼，也說過也想養一隻蛇看看
- 小时候喜欢的动画为《SOUL EATER》、《天元突破_紅蓮螺巖》和《钢之炼金术师》。[1]
- 小時候因為很崇拜「守護甜心!」的亞夢，所以當時很憧憬剪短髮。
- 有一個專屬自己的貓咪娃娃，叫「ドゥルハム」，在Live時或是去離家很遠的地方會一同帶牠一起去
- 兴趣是唱歌，声乐，爵士舞，踢踏舞以及钢琴。[2]
- 家里有一个自己写歌自己唱的姐姐，在家被姊姊称呼为。[3]
- 喜欢动物，家里养着五隻猫，并且本人很擅长发出真实的猫叫声。[3]
- 國中三年級到現在都很喜歡動畫「Free!」當中的七瀨遙
- 國中的時候就開始在玩乙女遊戲，最開始玩的是「薄櫻鬼」。事務所當中也有喜歡乙女遊戲的工作人員，也常常向麻圓推坑。
- 國中是游泳部的。
- 擅长制作布丁。
- 喜欢的偶像组合是乃木坂46、榉坂46和早安家族。[1]
- 家裡有獨特的語言，例如ぴよろーん（我出門囉)、ろーろー（媽咪）、ぶんみー（好開心）等等的用在於指出家裡使用(然而ぴよろーん也在廣播節目「指出毬亜のさしでがましいようですが」成為開場定番)
- ちゅんるん會在Live會場附近住的飯店裡一個人舉行喝茶會，偶爾會有ドゥルハム的陪伴。

## 出演作品
※ 粗体字为主角、主要角色。

### 电视动画
2016年
- 灼热的乒乓球娘（女学生）

2018年
- GRAND BLUE碧藍之海（女性A）
- 天空與海洋之間（葦那陀迦神）

2019年
- 天使降臨到我身邊！（白咲花[4]）

2020年
- 戀愛小行星（豬瀨舞）
- Love Live! 虹咲學園學園偶像同好會（艾瑪·薇蒂）
- 閃躍吧！星夢☆頻道（2020年 - 2021年，輝伊芙）

2021年
- D4DJ First Mix（明石一馬）
- 群馬寶寶（ゆうみ）
- VISUAL PRISON 視覺監獄（安傑〈幼少期〉）

2022年
- Love Live! 虹咲學園學園偶像同好會（第二期）（艾瑪·薇蒂）
- 不會拿捏距離的阿波連同學（雙葉[5]）
- 被勇者隊伍開除的馭獸使，邂逅了最強種的貓耳少女（露娜[6]）

2023年
- 虹咲四格 動畫版（艾瑪·薇蒂[7]）
- REVENGER（はな）
- D4DJ All Mix（明石一馬）

2024年
- 虹咲四格 動畫版 2（艾瑪·薇蒂[8]）
- 搖曳露營△ SEASON3（瑞浪繪真[9]）
- 孤單一人的異世界攻略（裸奔女[10]）

2025年
- 離開A級隊伍的我，和從前的弟子往迷宮深處邁進（寧寧[11]）
- 不會拿捏距離的阿波連同學 season2（雙葉[12]）

### OVA
2019年
- 天使降臨到我身邊！（白咲花） - Blu-ray&DVD第3卷特典

2023年
- Love Live! 虹咲學園學園偶像同好會 NEXT SKY（艾瑪·薇蒂[13]）

### 剧场版动画
2017年
- ZUNDA HORIZON（大江戸ちゃんこ）

2022年
- 天使降臨到我身邊！珍貴的朋友（白咲花）

2024年
- Love Live! 虹咲學園學園偶像同好會 完結篇 第1章（艾瑪·薇蒂[14]）

2025年
- Love Live! 虹咲學園學園偶像同好會 完結篇 第2章（艾瑪·薇蒂[15]）

### 游戏
2015年
- Chaos Dragon 混沌战争

2016年
- 逆转Otronia（弗雷德里卡）
- 激突！Crash fight（玛莎）
- 锁链战记（前卫画家保罗）

2017年
- 一血卍杰-ONLINE-（日语：一血卍傑-ONLINE-）
- 塔京Clanpool
- 魔法氣泡!!Quest(ユエ、マッペラ)
- 麻雀斗牌馆

2018年
- 天華百劍-斬（山鳥毛一文字）

2019年
- Love Live! 學園偶像祭 ALL STARS（艾玛·薇蒂）
- Duel Masters PLAY'S（コッコ・ルピコ）

2020年
- 閃耀幻想曲（鶴瀨茉莉、豬瀨舞）
- 鍊金工房Online～布蕾塞爾的鍊金術士～(チコリ)
- DEAD OR ALIVE Xtreme Venus Vacation（筑紫）

2021年
- 閃躍吧！星夢☆頻道（輝伊芙）
- WORLD FLIPPER 彈射世界( ピアモ)
- Action對魔忍(井河咲夜)
- SHOW BY ROCK!! Fes A Live(Mix)
- Ragnador妖怪皇帝與終焉的夜叉姬(獏)

2022年
- 星之终途(菲莉娅)

2023年
- 宿命迴響（小星星變奏曲）
- Love Live! 學園偶像祭2 Miracle Live!（艾玛·薇蒂）
- 賽馬娘Pretty Derby（北方飛翔）

### 個人節目
- 指出とサシで(2021/9/19播出，並在12月26日正式連載)
- 指出毬亜のさしでがましいようですが（2021年 - 、超!A&G+※）

### 廣播節目
- アニラブ!ガチャガチャ（2015年 - 2016年、超!A&G+※）
- 田辺留依・指出毬亜のるい・まりあ〜じゅっ☆（2017年、超!A&G+※）
- 指出毬亜と河野ひよりの「り」系ラジオ（2017年 - 、ニコニコ生放送※）
- 篠田みなみ・指出毬亜のちぐはぐ。（2018年 - 、超!A&G+※）
- 指出毬亜のサシデナブルなラジオ（2021年 - 、AuDee※）

### 其他
2018年
- 温泉女孩 (湯田薰[16])

2019年
- キミラノ（貓屋敷華戀[17][18]）
- IKY株式會社Vtuber（夢乃ナビィ[19])

2025年
- Fate/Grand Order「Flashback Ordeal Call -Alterego-」（阿愈丝）

## 音乐作品

### 角色歌
- 與Love Live! 虹咲學園學園偶像同好會相關作品，請參見虹咲學園學園偶像同好會條目。

| 发售日期 | 商品名称                                                            | 演唱 | 歌名                             | 备注                                                     |
| 2016年   | 2016年                                                              | 2016年 | 2016年                           | 2016年                                                   |
| -------- | ------------------------------------------------------------------- | --- | -------------------------------- | -------------------------------------------------------- |
| 12月21日 |                                                                     | 虹川仁衣菜（指出毬亚）、椎柴识理（鸟部万里子）、箕輪三笠（日冈夏美）                                           | kiss×kiss×kiss                   |                                                          |
| 2017年   |                                                                     | |                                  |                                                          |
| 8月23日  |                                                                     | 虹川仁衣菜（指出毬亚）、椎柴识理（鸟部万里子）、箕輪三笠（日冈夏美）                                           |                                  |                                                          |
| 2018年   |                                                                     | |                                  |                                                          |
| 1月30日  | 気ままな天使たち/ハッピー・ハッピー・フレンズ                       | わたてん☆5 | 「気ままな天使たち」             | テレビアニメ『私に天使が舞い降りた！』オープニングテーマ |
| 1月30日  | 気ままな天使たち/ハッピー・ハッピー・フレンズ                       | わたてん☆5 | 「ハッピー・ハッピー・フレンズ」 | テレビアニメ『私に天使が舞い降りた！』エンディングテーマ |
| 2月27日  | 私に天使が舞い降りた！ キャラクターソングアルバム〜天使のうたごえ〜 | 白咲花（指出毬亞）                                                                                             | 「シュガーコート・ドリーム」     | テレビアニメ『私に天使が舞い降りた！』関連曲             |
| 3月27日  | 私に天使が舞い降りた！ BD・DVD第1巻特典CD                           | わたてん☆5 | 「晴れルヤ！」                   | テレビアニメ『私に天使が舞い降りた！』関連曲             |
| 4月3日   | 私に天使が舞い降りた！ サウンドコレクション                         | 白咲花（指出毬亞）、種村小依（大和田仁美）、小之森夏音（大空直美）                                             | 「私を呼ぶ声」 「決意」          | テレビアニメ『私に天使が舞い降りた！』挿入歌             |
| 4月3日   | 私に天使が舞い降りた！ サウンドコレクション                         | 白咲花（指出毬亞）、星野日向（長江里加）                                                                       | 「あの子に会いたい」             | テレビアニメ『私に天使が舞い降りた！』挿入歌             |
| 4月3日   | 私に天使が舞い降りた！ サウンドコレクション                         | 白咲花（指出毬亞）、星野日向（長江里加）、姫坂乃愛（鬼頭明里）                                                 | 「受け継ぐ心」                   | テレビアニメ『私に天使が舞い降りた！』挿入歌             |
| 4月3日   | 私に天使が舞い降りた！ サウンドコレクション                         | 白咲花（指出毬亞）、星野日向（長江里加）、姫坂乃愛（鬼頭明里）、種村小依（大和田仁美）、小之森夏音（大空直美） | 「天使の眼差し Epilogue」        | テレビアニメ『私に天使が舞い降りた！』挿入歌             |
| 4月24日  | 私に天使が舞い降りた！ BD・DVD第2巻特典CD                           | わたてん☆5 | 「GO!GO!GO!」                    | テレビアニメ『私に天使が舞い降りた！』関連曲             |
| 2020年   |                                                                     | |                                  |                                                          |
| 3月25日  |                                                                     | 猪瀬舞（指出毬亜）                                                                                             |                                  |                                                          |